# Grabówie
Grabówie [pronunciación en polaco: /ɡraˈbuvjɛ/] es un pueblo ubicado en el distrito administrativo de Gmina Widawa, dentro del Distrito de Łask, Voivodato de Łódź, en Polonia central. Se encuentra aproximadamente a 8 kilómetros al sur de Widawa, a 28 kilómetros al suroeste de Łask, y a 59 kilómetros al suroeste de la capital regional Łódź.